# 第51屆廣播金鐘獎
第51屆廣播金鐘獎（英語：51st Golden Bell Awards  / 51st GBA）是2016年臺灣傳媒業界的年度盛事之一，以表揚2016年度傑出的臺灣廣播從業人員。該屆頒獎典禮由三立電視承辦，廣播金鐘獎頒獎典禮於2016年10月1日在臺北市國父紀念館舉行，由侯昌明與林書煒擔任主持人。

## 播放平台
| 頻道            | 所在地區 | 播出日期      | 播出時間                                            | 備註         |
| --------------- | -------- | ------------- | --------------------------------------------------- | ------------ |
| 三立電視        | 臺灣     | 2016年10月1日 | 17:00 - 19:00（星光大道） 19:00 - 00:00（頒獎典禮） | 電視現場直播 |
| Vidol           | 臺灣     | 2016年10月1日 | 17:00 - 19:00（星光大道） 19:00 - 00:00（頒獎典禮） | 網路平台直播 |
| friDay影音      | 臺灣     | 2016年10月1日 | 17:00 - 19:00（星光大道） 19:00 - 00:00（頒獎典禮） | 網路平台直播 |
| YouTube金鐘頻道 | 海外     | 2016年10月1日 | 17:00 - 19:00（星光大道） 19:00 - 00:00（頒獎典禮） | 網路平台直播 |
| 金鐘51APP       | 臺灣     | 2016年10月1日 | 17:00 - 19:00（星光大道） 19:00 - 00:00（頒獎典禮） | 網路平台直播 |
| 飛揚調頻        | 臺灣     | 2016年10月1日 | 17:00 - 19:00（星光大道） 19:00 - 00:00（頒獎典禮） | 電台直播     |
| 警察廣播電臺    | 臺灣     | 2016年10月1日 | 17:00 - 19:00（星光大道） 19:00 - 00:00（頒獎典禮） | 電台直播     |

## 過程
本屆金鐘獎於10月舉行。
- 文化部影視及流行音樂產業局主辦。
- 湯宗霖擔任製作人。
- 主視覺由方序中設計。[2]
- 本屆廣播金鐘獎報名時間為2016年4月18日～2016年5月2日
- 本屆廣播金鐘獎特別獎推薦時間為2016年4月18日～2016年6月17日
- 2016年9月1日公布廣播金鐘獎入圍名單。[3]

## 入圍暨得獎名單
下列之標記為該獎項得獎者。

### 評審名單
| 主任委員       |
| -------------- |
| 李蝶菲         |
| 特別獎主任委員 |
| 光             |

## 外部連結
- 第51屆廣播電視金鐘獎官方網站 （页面存档备份，存于）
- 105年度廣播金鐘獎入圍名單 （页面存档备份，存于）.文化部影視及流行音樂產業局.2016-09-01
- 105年度廣播金鐘獎得獎名單 （页面存档备份，存于）.文化部影視及流行音樂產業局.2016-10-01